# 师梦雄
师梦雄（1944年5月—），男，陕西清涧人，中华人民共和国政治人物，曾任宁夏回族自治区人大常委会副主任，宁夏回族自治区人民检察院检察长、党组书记。